# Anna-Marie Valentová
Anna-Marie Valentová (* 14. října 2001 Praha) je česká herečka. Poprvé ji v roce 2007 obsadil režisér Hynek Bočan do televizního seriálu Zdivočelá země. Se svým bratrem Matyášem Valentou hraje v českém seriálu Ulice. Za roli princezny Fialky v pohádce Začarovaná láska získala v roce 2008 na dětském filmovém festivalu Oty Hofmana v Ostrově cenu Zlatý dudek.

## Filmografie

### Film
- 2007 Začarovaná láska
- 2007 Tři životy
- 2008 Ulice: Velká trojka

### Seriál
- 2007 Zdivočelá země
- 2007—nyní Ulice (role Ema Toužimská)
- 2009 Trapasy